# Einhard
Einhard (latinsko Einhardus) je bil frankovski učenjak in dvorjan, * okoli 775, † 14. marec 840, Seligenstadt.
Bil je zvest služabnik Karla Velikega in njegovega sina Ludvika Pobožnega. Njegovo največje  delo je življenjepis Karla Velikega Vita Karoli Magni, eno od najdragocenejših književnih zapuščin zgodnjega  srednjega veka. 

## Javno življenje
Einhard je bil iz vzhodnega, germansko govorečega dela Frankovskega kraljestva. Starši, ki so bili dokaj premožni zemljiški posestniki, so ga poslali na šolanje k menihom v Fuldo, eno od najvplivnejših središč učenosti v frankovskih deželah.  Eden od vzrokov za takšno odločitev je bila morda Einhardova majhna postava, sam sebe je imenoval »drobni človeček«, zaradi katere ni mogel biti niti dober jezdec niti mečevalec. Vso svojo energijo je zato vložil v učenost, zlasti v dovršeno znanje latinščine.
Leta 791 ali 792 je bil sprejet na razkošen dvor Karla Velikega, ki se je zelo trudil okoli sebe zbrati izobražene ljudi in je ustanovil kraljevo šolo pod vodstvom nortumbrijskega učenjaka Alkuina. Einhard je bil nadarjen gradbenik, zato ga je Karel Veliki zadolžil za dokončanje gradenj več palačnih kompleksov, vključno z Aachnom in Ingelheimom. Kjub temu, da je bil stalno v tesnih stikih s Karlom Velikim, med njegovo vladavino ni dosegel nobenega pomembnega dvornega  položaja. Po Karlovi smrti leta 814 ga je njegov sin Ludvik Pobožni imenoval za svojega osebnega tajnika. Med spori med Ludvikom in njegovimi sinovi spomladi leta 830 se je umaknil z dvora.
Umrl je v Seligenstadtu leta 840.

## Zasebno življenje
Einhard je bil poročen z Emo, o kateri je malo znanega. Zgleda, da sta  imela sina Vusina in da je bil  njun zakon za tedanje razmere izjemno liberalen, saj je bila Ema pri upravljanju skupnega  premoženja vsaj tako aktivna  kot Einhard. V poznih letih njunega zakona sta postala vzdržna in svojo pozornost preusmerila k številnim verskim obveznostim. Einhard je bil svoji ženi nedvomno vdan, vendar je v svojih zapisih do njene smrti 13. decembra 835 nikoli ni omenil. Po njeni smrti je prijatelju pisal, da jo neizmerno pogreša.

## Versko prepričanje
Einhard je zase pogosto rekel, da je  grešnik, kar kaže na njegov avguštinsko obarvan  pogled na svet. Da bi ublažil občutek krivde, je na obeh svojih posestih, v Michelstadtu in Mulinheimu, zgradil cerkev. Ko je bila bazilika v Michelstadtu leta 827 zgrajena, je k papežu v Rim poslal svojega služabnika Ratleika, da bi od papeža dobil relikvije za novo cerkev. Ratleik je v Rimu oropal katakombe s kostmi mučencev Marcelina in Petra in jih prenesel v Michelstadt in od tam v Mulinheim, kjer so dokazano postale čudodelne. Čeprav Einhardu ni bilo jasno, zakaj sta svetnika za svojega zavetnika izbrala grešnika, kakršen je bil, se je potrudil najti njima primerno počivališče.  V obdobju od leta 831 do  834 je ustanovil benediktinski samostan, v katerem je bila do njene smrti opatinja Einhardova žena.

## Ljudsko izročilo
Ljudsko izročilo iz Seligenstadta opisuje  Einharda kot ljubimca Karlove hčerke Eme, s katero je pobegnil s frankovskega dvora. Karel ga je našel v Seligenstadtu, ki se je takrat imenoval Obermühlheim,  in mu ugrabitev odpustil.  Dogodek je v ljudski etimologiji  služil za razlago imena Seligenstadt - Blaženo mesto.
Einhard in Ema sta bila pokopana v skupnem sarkofagu v koru cerkve v Seligenstadtu. Leta 1810 je veliki hesenski vojvoda sarkofag poklonil grofu Erbacha, ki se je štel za Einhardovega potomca. Grof je sarkofag prenesel v slavno kapelo svojega gradu v Erbachu v Odenwaldu.

## Dela
Najslavnejše Einhardovo delo je življenjepis  Karla Velikega Vita Karoli Magni, napisan  v obdobju od leta  817 do 830, ki daje najbolj neposredne podatke o Karlovem življenju in značaju. Pri pisanju se je na veliko opiral na Letopise Frankovskega kraljestva in se slogovno zgledoval po Svetonijevih Življenjih cezarjev. Življenjepis  je kljub temu večinoma Einhardovo delo. Napisan je kot hvalnica Karlu Velikemu, katerega je imel za svojega rednika (nutritor) in kateremu je ostal večen dolžnik. Delo je zato dokaj pristransko. Einhard se na primer  trudi, da bi opravičil nekatera Karlova dejanja, nekaterih sploh ne omenja, tista, ki bi ga spravila v zadrego, na primer nemoralnost njegovih hčera, pa poskuša olepšati in zgladiti.  Zanimivo je, da nekaterih drugih stvari, na primer njegovih priležnic, ne poskuša zamolčati. 
Einhard je zaslužen tudi za tri druga obsežna dela: zbirko pisem, O prenašanju in čudežih sv. Marcelina in sv. Petra in O čaščenju križa. Slednje datira v  obdobje okoli leta 830. Odkrili so ga leta 1885, ko je Ernst Dümmler besedilo v nekem dunajskem rokopisu  prepoznal kot manjkajoč Libellus de adoranda cruce, katerega je Einhard posvetil svojemu učencu Lupu Servatu.